# Аминта II
Аминта II Мали (грч. Αμυντας) - македонски краљ који је владао у периоду од 393. - 392. п. н. е. 
Аминта II је био унук цара Александра I. Могао је да преузме власт после атентата на цара Паузанија (Диодор, 14.89), вративши престо династији Аргејада. Убрзо након тога, Аминту је убио елимски принц Дерда II.
Отац Аминте, Филип, био је старији брат краља Пердике II, који је уклонио Филипа са власти. Одриски краљ Ситалк 429. п. н. е. напао је Македонију из Тракије да би Аминту ставио на македонски престо. Македонци нису имали снаге да се одупру огромној војсци, неки од њих су се затворили у тврђаве, неки су прешли у отворену борбу. Ситалк је био приморан да повуче војску из Македоније, јер је постало тешко одржавати је на непријатељски ретко насељеној територији, штавише, било је опасно оставити сопствено краљевство без заштите, окружено ратоборним племенима. Само 35 година касније, Аминта је успела да заузме трон, који је раније заузео рођени Линкестида. Аристотел у својој књизи Политика помиње да је Аминта умро од руке Дерде, принца Елимеје, региону у горњој Македонији.
Током овог немирног временског периода, постоји одређена забуна између неколико Аминта:
Аминта II, син Филипа,
Аминта, син краља Архелаја
и Аминта III, син Аридеја.
Стари Грци су људе са истим именом разликовали именима својих очева, а ако је име оца изостављено у тексту, није лако одгонетнути ко је ко без упоређивања других историјских докумената. Диодор комбинује Аминту II и Аминту III у једну особу; постоје неосновани наводи да је Аминта II био син Архелаја и да је њега Дерда убио. Ако следите Диодора, Аминта II (звани Аминта III, син Аридејев), праунук цара Александра I, убио је Паузанија и владао 24 године.